# Dicksonia caudata
Dicksonia caudata là một loài dương xỉ trong họ Dicksoniaceae. Loài này được Poir. mô tả khoa học đầu tiên năm 1812.
Danh pháp khoa học của loài này chưa được làm sáng tỏ. 